# Timeto
Il Timeto è un fiume siciliano a carattere torrentizio. Sito nel comprensorio nebroideo (nella città metropolitana di Messina), le sue acque attraversano i comuni di San Piero Patti, Librizzi e Patti.

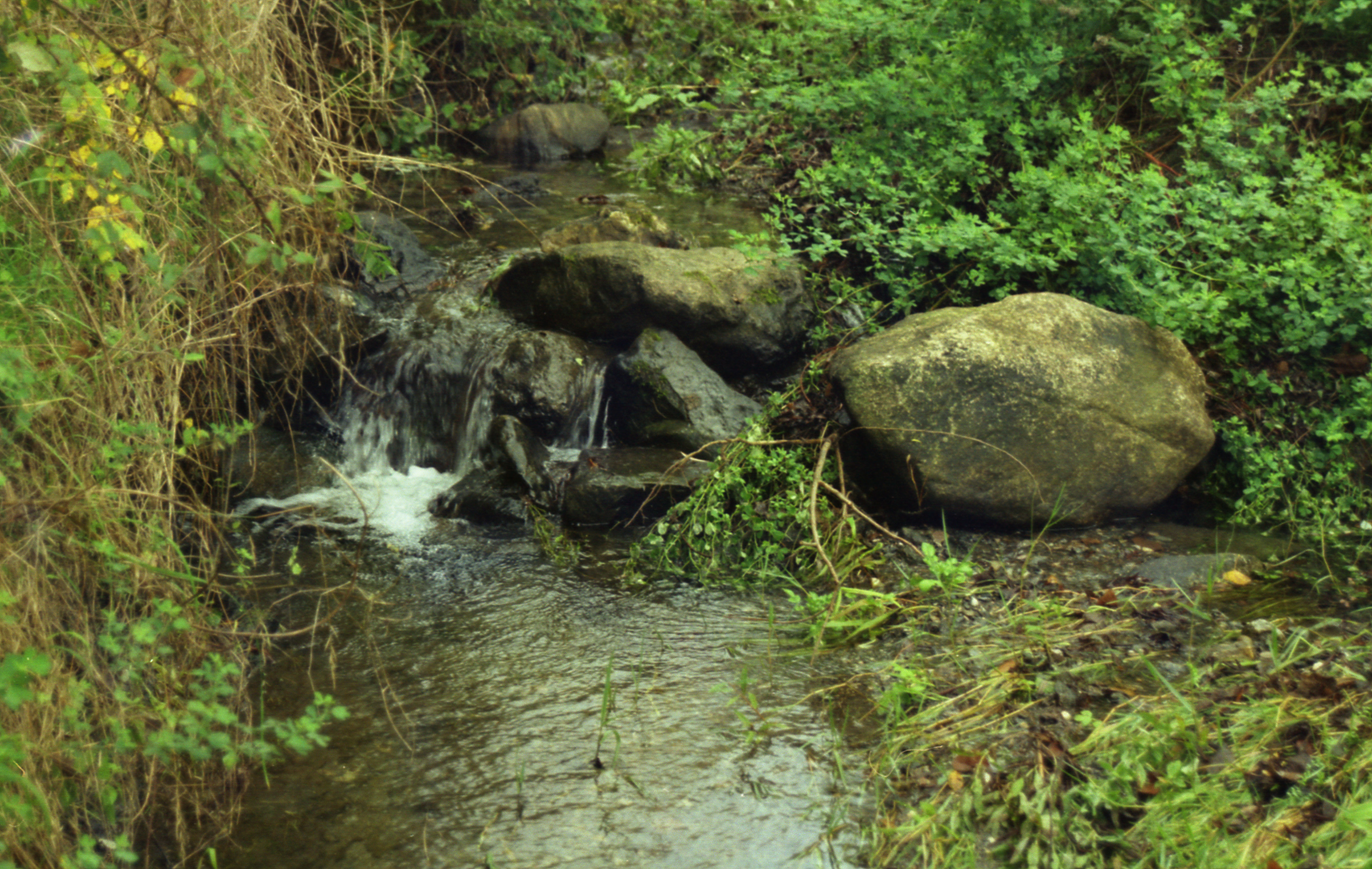
Torrente Urgeri, affluente del Timeto

Il Timeto nasce nella località Fontana del Re nel comune di San Piero Patti
I suoi affluenti più importanti sono: Garì, Cannulla, Sciardi, Lesinaro, Mancusa, Pantania, Salzo, Marià e Mangano (nel territorio di San Piero), Librizzi  (nel comune omonimo), Ronzino e Ciavola nel Comune di Patti.
Il Timeto sfocia nel mar Tirreno attraverso la costa pattese.
Al tempo della dominazione romana era il "Timetus". Nel medioevo la foce veniva chiamata " baia di S. Cristoforo" , nel XVIII secolo era ancora navigabile fino alla contrada da Sipio del comune di Patti, dove, secondo gli ultimi studi e le conseguenti scoperte archeologiche era ubicato  "Il Nauloco" presso il quale, nel 36 a.C. Ottaviano sconfisse Pompeo
Dice ancora Vito Maria Amico che nel XVII secolo, nella baia di S. Cristoforo, in piena estate, vi era acqua bastevole per ospitare otto brigantini e due galee. In contrada da Ponte Vecchio in territorio Pattese, a quota meno sette, rispetto all'attuale letto del torrente, esiste ancora integro il ponte romano, sul quale passava la Consolare Valeria. Il manufatto è stato portato alla luce durante  i prelievi abusivi di materiale inerte negli anni settanta e poi ricoperto dalle piene degli anni successivi.